# Omar Epps
Omar Epps, född 23 juli 1973 i Brooklyn, New York, är en amerikansk skådespelare. Han är mest känd för sin roll som dr Eric Foreman i TV-serien House. Han har också medverkat i filmer som Livets hårda skola, Love & Basketball, Dracula 2000, In Too Deep , The Wood, Juice och Conviction.

## Filmografi (urval)
- 1992 – Juice
- 1995 – Livets hårda skola
- 1996–1997 – Cityakuten (TV-serie)
- 1997 – Scream 2
- 1999 – The Wood
- 1999 – In Too Deep
- 2000 – Love & Basketball
- 2000 – Dracula 2000
- 2002 – Conviction (TV-film)
- 2004 – Alfie
- 2004–2012 – House (TV-serie)